# غليتشيرورن (أوبرهالبستين ألبس)
غليتشيرورن (بالإنجليزية: Gletscherhorn (Oberhalbstein Alps))‏ هو أحد جبال سلسلة جبال الألب أوبيرهالبشتين ويقع في كانتون غراوبوندن في سويسرا. يحتل المرتبة رقم 174 في قائمة جبال سويسرا من حيث الارتفاع، إذ يبلغ ارتفاعه حوالي 3107 متر، بينما يبلغ ارتفاع نتوء الجبل 413 متر، هذا وقد سجل أول وصول لقمة الجبل عام 1849.